# کپوردندان‌ماهی‌سانان
کپوردندان‌ماهی‌سانان نام یک راسته از رده پرتوبالگان است که شامل ماهیان کوچک و آب شیرین می‌باشد. بسیاری از ماهیان محبوب آکواریومی از این راسته است. در اصطلاح عامیانه به این ماهیان کپوردندان می‌گویند گرچه آنها از نزدیکان ماهیان کپور نیستند.

## سامانه‌شناسی
کپوردندان‌ماهی‌سانان
- زیرراسته Aplocheiloidei
  - خانواده جویبارماهیان
  - خانواده دروغین‌آب‌ششان
  - خانواده ساده‌لبان
- زیرراسته Cyprinodontoidei
  - بالاخانواده Funduloidea
    - خانواده ژرف‌ماهیان
    - خانواده قنات‌ماهی‌های برتر
    - خانواده ماهیان باله‌شکافته

  - بالاخانواده Valenciidae
    - خانواده کپوردندانی

  - بالاخانواده  Cyprinodontoidea 
    - خانواده کپوردندان‌ماهیان

  - بالاخانواده Poecilioidea
    - خانواده چهارچشمیان
    - خانواده رنگین‌ماهیان